# Eupterote crinita
Eupterote crinita is een vlinder uit de familie van de Eupterotidae. De wetenschappelijke naam van de soort is voor het eerst geldig gepubliceerd in 1899 door Swinhoe.